# Strasburg (Ohio)
Strasburg és una població dels Estats Units a l'estat d'Ohio. Segons el cens del 2000 tenia 2.310 habitants.

## Demografia
Segons el cens del 2000, Strasburg tenia 2.310 habitants, 947 habitatges, i 646 famílies. La densitat de població era de 749,5 habitants per km².
Dels 947 habitatges en un 31,8% hi vivien nens de menys de 18 anys, en un 55,9% hi vivien parelles casades, en un 8,3% dones solteres, i en un 31,7% no eren unitats familiars. En el 27,5% dels habitatges hi vivien persones soles el 14,1% de les quals corresponia a persones de 65 anys o més que vivien soles. El nombre mitjà de persones vivint en cada habitatge era de 2,42 i el nombre mitjà de persones que vivien en cada família era de 2,91.
Per edats la població es repartia de la següent manera: un 24,6% tenia menys de 18 anys, un 7,6% entre 18 i 24, un 29,6% entre 25 i 44, un 21,7% de 45 a 60 i un 16,5% 65 anys o més.
L'edat mediana era de 36 anys. Per cada 100 dones de 18 o més anys hi havia 91,3 homes.
La renda mediana per habitatge era de 36.371 $ i la renda mediana per família de 44.583 $. Els homes tenien una renda mediana de 31.171 $ mentre que les dones 20.033 $. La renda per capita de la població era de 16.389 $. Aproximadament el 4,6% de les famílies i el 8,2% de la població estaven per davall del llindar de pobresa.

## Poblacions més properes
El següent diagrama mostra les poblacions més properes.